# Шепета Василь
Шепета Василь (псевдо: «Чорний»; 30 жовтня 1920, с. Лісники, нині Бережанська міська громада, Тернопільський район, Тернопільська область – 12 липня 1946, с. Стегниківці, нині Байковецька сільська громада, Тернопільський район, Тернопільська область) – командир ТВ-16 «Серет», Лицар Бронзового хреста бойової заслуги УПА.

## Життєпис
Організатор та командир сотні УПА «Бурлаки» (10.1943-1945), командир куреня (07-08.1945), командир Тернопільського ТВ-16 «Серет» і старшина для спеціальних доручень при окружному провіднику (08.1945-07.1946). 
Хорунжий (15.04.1945), поручник (22.01.1946), сотник (12.08.1946) УПА.

## Нагороди
Згідно з наказом крайового військового штабу УПА-Захід ч. 10 від 14.01.1945 р. командир тактичного відтинку УПА "Північ" Василь Шепета - "Чорний" відзначений Бронзовим хрестом бойової заслуги УПА з датою 1.01.1945 р. 

## Вшанування
19.11.2017 р. від імені Координаційної ради з вшанування пам’яті нагороджених Лицарів ОУН і УПА у м. Бережани Тернопільської обл. Бронзовий хрест бойової заслуги УПА (№ 025) переданий Ганні Синишин, племінниці Василя Шепети – «Чорного».